# Andreas Silbermann
Andreas Silbermann (* 16. Mai 1678 in Kleinbobritzsch; † 16. März 1734 in Straßburg) war Orgelbauer des Barock-Zeitalters im Elsass. Er ist der ältere Bruder des bekannten sächsischen Orgelbauers Gottfried Silbermann. Die Orgeln, die er, sein Bruder Gottfried sowie sein Sohn Johann Andreas Silbermann bauten, sind als „Silbermann-Orgeln“ bekannt.

## Leben

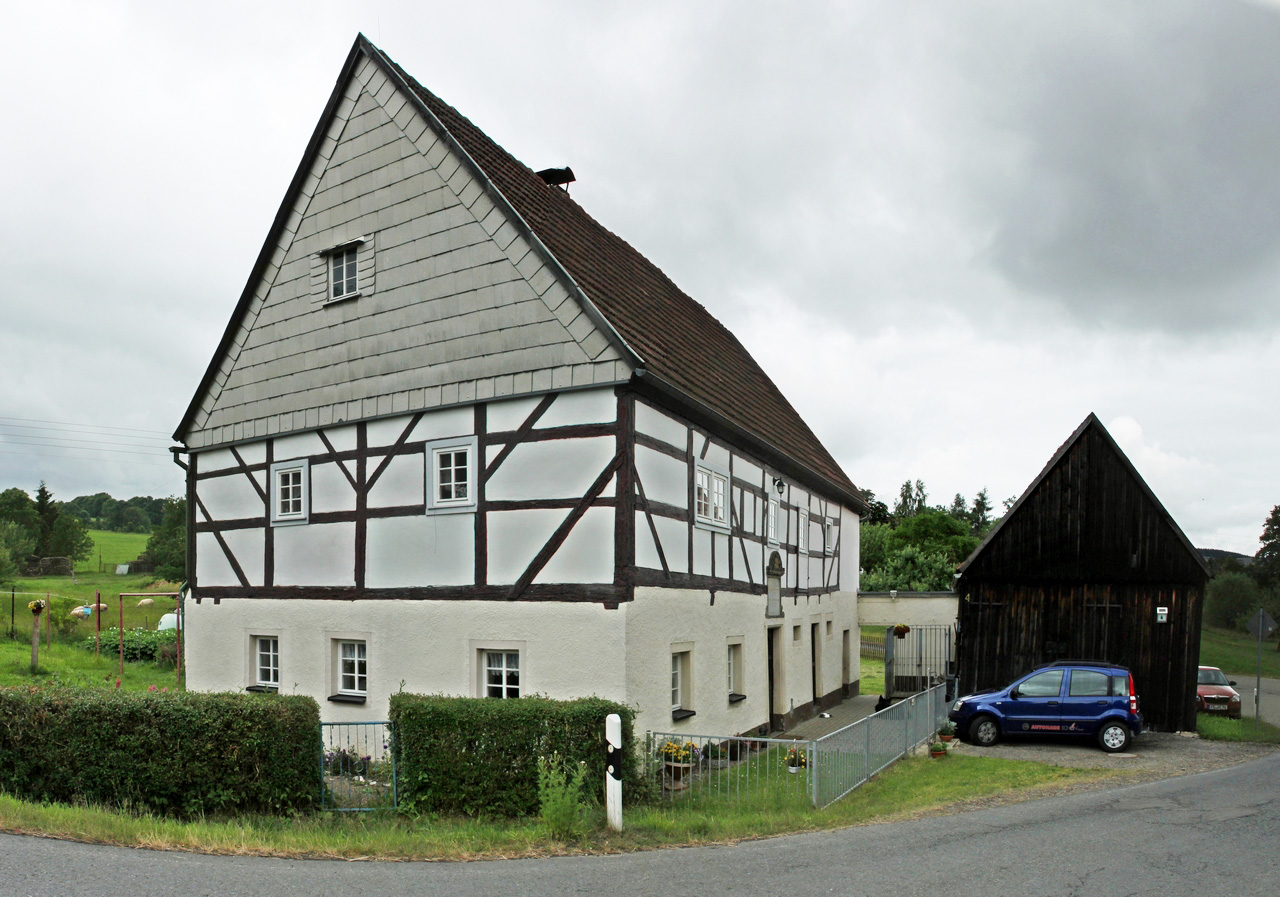
Wohnhaus (erbaut 1680) der Orgelbauerfamilie Silbermann in Kleinbobritzsch

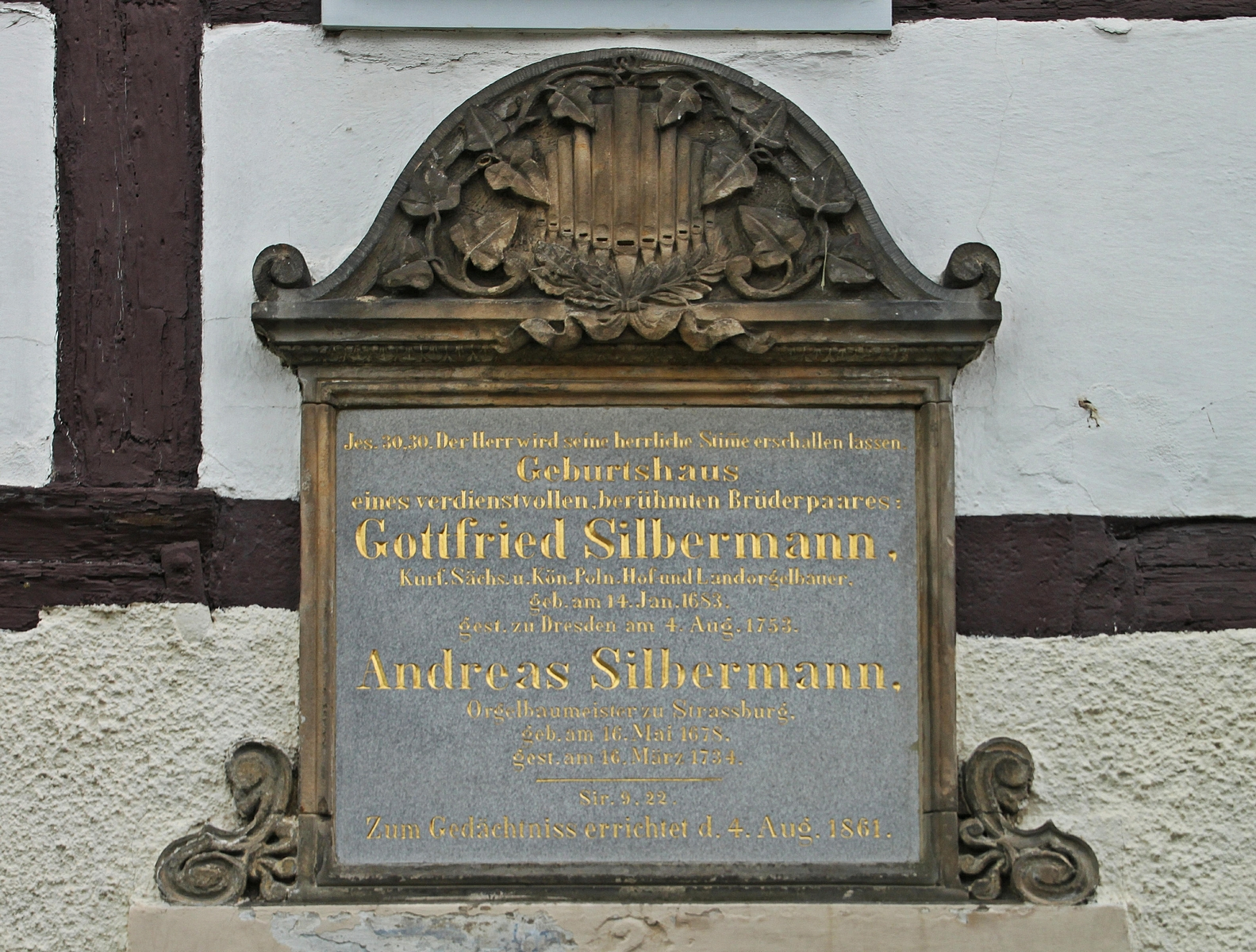
Gedenkplatte für Gottfried und Andreas Silbermann am Wohnhaus in Kleinbobritzsch

Andreas Silbermann wurde als Sohn des Zimmermeisters Michael Silbermann und dessen zweiter Frau Anna Maria (geb. Preußler) geboren. Sein Großvater Veit war Bauer in Kleinbobritzsch, wo auch sein Urgroßvater Georg seit 1595 als Häusler nachweisbar ist. Um die Jahreswende 1685/1686 erfolgte ein Umzug der Familie in die benachbarte Stadt Frauenstein. Hier besuchte Andreas Silbermann die Stadtschule. Von 1691 bis 1694 absolvierte er in Freiberg bei Meister Georg Lampertius eine Schreinerlehre.
Häufig wird berichtet, dass Silbermann eine Orgelbauausbildung bei dem Orgelbauer Eugenio Casparini absolviert habe. Johann Andreas Silbermann weiß jedoch nichts über den angeblichen Lehrmeister seines Vaters und verreißt die Görlitzer Sonnenorgel, an der sein Vater als Lehrling mitgearbeitet haben müsste. Marc Schaefer weist dies dem Bereich der Legendenbildung zu. Bei wem Andreas Silbermann das Orgelbauerhandwerk erlernt hat, bleibt unklar.
Als Silbermann mit 21 Jahren im Elsass auftauchte, wurde er bereits als Orgelbauer bezeichnet. 1699 wird er im Zusammenhang mit der Renovierung der Orgel der katholischen Kirche in Buchsweiler (Bouxwiller) genannt. Für kurze Zeit arbeitete er als Clavierbauer bei Friedrich Ring.
Als Friedrich Ring 1701 starb, ließ Silbermann sich in Straßburg nieder, in der Hoffnung, die neue Orgel der Neuen Kirche, an der Ring gerade gearbeitet hatte, fertigstellen zu dürfen. Der Auftrag erging jedoch an Claude Legros aus Metz. Im März 1702 erhielt Silbermann das Bürgerrecht. Ab Juni 1702 ist die Anwesenheit seines Bruders Gottfried in Straßburg bezeugt, der von ihm den Orgelbau lernte. 1703 baute Silbermann seine erste Orgel für das Kloster St. Margarethen in Straßburg. Dabei wurde er von seinem Bruder unterstützt. Von 1704 bis 1706 studierte Andreas Silbermann den französischen Orgelbau beim Hoforgelbauer (Facteur d’orgues du Roy) François Thierry, einem Mitglied der bekannten französischen Orgelbauerfamilie Thierry, in Paris. Während dieser Zeit leitete Gottfried die Werkstatt.
Während Gottfried Silbermann vermutlich 1708 das Elsass verließ, führte Andreas Silbermann alleine seine Werkstatt in Straßburg weiter. Am 13. Juni 1708 heiratete er Anna Maria Schmidt. Sie hatten zusammen 13 Kinder, darunter die vier ihn überlebenden Söhne Johann Andreas (1712–1783), Johann Daniel (1717–1766), Gottfried (1722–1766) und Johann Heinrich (1727–1799), die alle den väterlichen Beruf wählten. Johann Andreas wurde später sein Nachfolger.
Andreas Silbermann starb im Alter von 56 Jahren in Straßburg.
Nach den Aufzeichnungen seines Sohnes Johann Andreas baute Andreas Silbermann 34 Orgeln, darunter 9 Positive. Davon sind fünf fast unverändert erhalten (Marmoutier, Straßburg/Magdalenenkirche, Niedermorschwihr, Altorf, Ebersmünster) und sechs verändert erhalten oder rekonstruiert (Bischheim, Straßburg/Sainte-Aurélie, Ottrott, Bischweiler, Colmar, Rosheim).

## Bauliche und klangliche Besonderheiten
Silbermanns Orgeln stehen handwerklich auf höchstem Niveau. Sie zeigen in ihrer klanglichen, technischen und architektonischen Gestalt ein klares und konsequent angewandtes Konzept, das in der Tradition des französischen Orgelbaus steht. Hierbei bildet das Pedal eine Ausnahme, da es in mitteldeutscher Tradition hinterständig aufgestellt ist und Bassfunktion auf 16′-Basis aufweist.
Silbermann lieferte Orgeln sowohl in katholische (16 Instrumente) als auch in evangelische Kirchen (13 Instrumente). Sie unterscheiden sich weder hinsichtlich der Disposition noch der inneren Anlage, allerdings gibt es deutliche klangliche Unterschiede aufgrund der unterschiedlichen Nutzung innerhalb der katholischen bzw. evangelischen Liturgie. Nur in wenigen Ausnahmen übernahm Silbermann Elemente aus den Vorgängerorgeln (z. B. das Gehäuse der Orgel im Straßburger Münster).

### Prospekt
Die Prospekte lassen den Werkaufbau nur zum Teil erkennen: Über dem Rückpositiv in der Emporenbrüstung befindet sich zentral das Hauptwerk, das Pedal ist hinterständig und daher nicht zu sehen, ebenso das gelegentlich gebaute Echowerk, das sich im Unterbau direkt hinter dem Notenpult befindet. Die Prospekte sind relativ flach gehalten, gegliedert in Rund- oder Spitztürme und Flachfelder, über den Pfeifen abgeschlossen durch geschnitztes Schleierwerk. In den meisten Fällen waren die Gehäuse nicht farblich gefasst, sondern nur mit Firnis behandelt.

### Dispositionsgrundsätze
Die Dispositionen sind der französischen Tradition entsprechend sehr schematisch. Der Prinzipalchor verfügt im Hauptwerk meist über 8′, 4′ und 2′. Dazu kommen zwei meist dreichörige Klangkronen (Mixtur und Cymbel). An Zungenregistern werden Trompette 8′ und Voix humaine 8′ disponiert, in größeren Orgeln auch noch Clairon 4′. An mehrchörigen Aliquotregistern gibt es nur ein immer fünffaches Cornet, das solistisch oder zum Zungenplenum gezogen wird und in einigen wenigen einmanualigen Instrumenten auch als Transmission von einem separaten Manual anspielbar ist. Es steht direkt hinter dem Prospekt und ist etwa 60 cm hochgebänkt. Größere Instrumente verfügen zudem über Bourdon 16′.
Das Rückpositiv besitzt neben Prestant 4′ und Doublette 2′ nur im Straßburger Münster (1716) einen 8′-Principal und in der Regel eine dreifache Mixtur. Als Zungenregister kommt ein kräftiges Cromorne 8′ hinzu. Beide Manualwerke erhalten zusätzlich Bourdon 8′, Nazard und Terz. Larigot 1 1⁄3′ findet sich nur im Rückpositiv des Straßburger Münsters. Nur in seinen beiden ersten Instrumenten baute Silbermann das Register Viola di Gamba. In wenigen Fällen wird Flûte 4′ im Hauptwerk oder Rückpositiv gebaut.
Das Echowerk beginnt bei c1 und verfügt über ein fünffaches Cornet, von dem Bourdon und Prestant meist separat spielbar sind, aber nur in wenigen Fällen weitere Register wie Trompette 8′.
Kleinere Orgeln verfügen im Pedal lediglich über ein 16- und ein 8-Fuß-Register, jedoch nie Pedalkoppeln. Das Rückpositiv kann über eine Manualschiebekoppel vom Hauptwerk aus angespielt werden. An Zungen verfügt das Pedal meist über Trompette 8′ manchmal auch Clairon 4′, selten über eine Bombarde 16′. 
Die Klangkronen liegen relativ tief und repetieren einheitlich auf c0, c1 und c2. Die Mixtur (Fourniture) und die Cymbel sind meist dreichörig, sehr selten auch zwei- oder vierchörig und bestehen nur aus Oktav- und Quintchören. Mixtur und Cymbel stehen in der hohen Lage auf gleicher Tonhöhe und unterscheiden sich nur durch die Mensur. Der Spitzenchor der Hauptwerksmixtur liegt bei c1 auf 2′, bei der Cymbel und der Positivmixtur auf 1′, bei c2 generell bei allen Klangkronen auf 2′. Nur in zwei frühen Instrumenten verfügte auch das Pedal über eine Mixtur (1708 in der Neuen Kirche: 6-fach 2 2⁄3′ und 1709 in Alt-St. Peter: 4-fach 1 1⁄3′).

### Windladen und Mechanik
Silbermann baute ausschließlich Schleifladen in der Regel aus massiver Eiche mit belederten Schleifen. Die Ventile werden von Lederpulpeten aufgezogen. Der Pedalumfang reicht in der Regel von C bis c1, manchmal ohne Cis, Hauptwerk und Rückpositiv reichen von C bis c3, ebenfalls gelegentlich ohne Cis,  das Echowerk besitzt in der Regel einen Umfang von c1 bis c3.
Die Mechanik wird von einem eingebauten Spielschrank aus gesteuert. Das Hauptwerk verfügt immer über eine hängende Traktur. Die Ventile befinden sich fast senkrecht über der Klaviatur nach vorne zum Prospekt hin. Beim Niederdrücken der Tasten werden die Abstrakten nach unten gezogen und die Ventile über ein Wellenbrett geöffnet. Im Echowerk gibt es meist eine direkte Traktur, bei der die Abstrakten fächerförmig zur Windlade gehen und ohne Wellenbrett die Ventile öffnen. Im Rückpositiv wird beim Niederdrücken der Taste ein Stecher nach unten auf eine Wippe gedrückt, die in der Windlade das Ventil nach oben zieht.  Die Pedaltraktur ist mit doppelten Wippen ausgestattet und kommt ebenfalls ohne Winkel aus.
Die Registerzüge des Haupt- und Echowerks befinden sich in ein oder zwei Kolonnen senkrecht rechts und links der Klaviaturen, die des Rückpositivs im Rücken des Organisten am Rückpositivgehäuse. Die Züge für das Pedal sind gelegentlich links und rechts außerhalb des Spielschranks waagerecht angebracht. Der Bourdon des Echowerks hat häufig keinen eigenen Registerzug. Es gibt nur eine Manualschiebekoppel I/II, jedoch nie Pedalkoppeln.

### Windanlage
Die Windversorgung der Orgeln von Andreas Silbermann wurde meist über drei bis vier, gelegentlich auch mehr Keilbälge mit sechs hölzernen Falten gewährleistet, die zumeist mit Seilen über eine Rolle, gelegentlich auch mit Stangen aufgezogen wurden. Typisch sind die beiden Tremulanten, die auf das ganze Werk wirken: Ein langsamer Tremblant doux und ein schneller Tremblant fort,  der mit Windauslass funktioniert und sehr heftige Windstöße verursacht. Er dient zur Kombination mit der Voix humaine und dem Zungeplenum.

### Pfeifenbau
In aller Regel baute Silbermann sämtliche Pfeifen neu. Die Prospekt- und Innenpfeifen der Principale sowie die Zungenpfeifen bestehen aus fast reinem Zinn: In Ebersmünster weisen sie einen Zinngehalt von 97 % auf. Die Innenpfeifen sind aus gehämmertem Zinn gefertigt, die Pfeifenfüße und die aufgelöteten Kerne bestehen aus Blei. Die Bourdon-Register besitzen in 16′-Lage zwei Oktaven aus Holz, in 8′-Lage eine Oktave aus Eichenholz, dann eine Oktave mit zugelöteten Hüten, der Rest ist als Rohrflöte mit ebenfalls zugelöteten Hüten gebaut.
Die Zungen wurden in französischer Bauform gefertigt, die Kehlen weisen aber eine sehr enge Mensur auf und verfügen über sehr dünne Zungenblätter. Außer im Register Bombarde 16′ wurden sämtliche Becher in der Regel aus Zinn gebaut.

### Stimmtonhöhe und Temperatur
Die meisten erhaltenen Orgeln Silbermanns waren ursprünglich einen Ganzton tiefer gestimmt. Jedoch wurden alle Instrumente im Laufe der Zeit umtemperiert und erhielten eine gleichstufige Stimmung. Silbermann stimmte seine Instrumente mitteltönig. Dies konnte von Peter Vier anhand der zugelöteten Bourdonpfeifen nachgewiesen werden. Ebenso bezeugt es der Orgelbauer Ignaz Bruder (1780–1845) beim Vergleich der beiden damals gebräuchlichen Stimmarten: Die gleichschwebende „nach dem Quintenzirkel“ und „die mitteltönige nach Silbermanns Art“.
Bei der Rekonstruktion der Silbermann-Orgel in St. Aurelien (Straßburg) durch Quentin Blumenroeder (2015) wurde dementsprechend eine mitteltönige Stimmung mit neun um 1/5 pythagoräisches Komma reduzierten Quinten, zwei reinen Quinten und einer Wolfsquinte gelegt. Bei der Restaurierung der 1719 als Chororgel für Marmoutier, aber erst 1730 bei den Grauen Schwestern des Klosters Saint-Joseph in Haguenau aufgestellten Orgel, fand Blumenroeder eine wohltemperierte Stimmung vor, von der er vermutet, dass sie von Johann Andreas Silbermann gelegt wurde.

### Intonation
Die beiden Orgeln in Marmoutier (1710) und Ebersmünster (1731) weisen fast die gleiche Disposition auf, aber die Mensuren seines Spätwerkes in Ebersmünster sind deutlich weiter, wodurch das Instrument weicher, flötiger und weniger brillant klingt. Hier zeigt sich die Weiterentwicklung seines Klangideals.
Bei der Vorbereitung der Rekonstruktion der Orgel in St. Aurelien (Straßburg) stellte Orgelbaumeister Quentin Blumenroeder fest, wie unterschiedlich Andreas Silbermanns Instrumente je nach Bestimmungsort sind: In katholischen Kirchen sind sie auf Weichheit ausgerichtet, während sie in evangelischen Kirchen Stärke und Glanz suchen, ähnlich wie dies für Gottfried Silbermans Orgeln typisch ist.

## Werke
(Kursivschrift zeigt an, dass die Orgel nicht mehr erhalten oder nur der Prospekt erhalten ist.)
| Jahr    | Ort                           | Kirche                                                     | Bild | Manuale | Register | Bemerkungen |
| ------- | ----------------------------- | ---------------------------------------------------------- | ---- | ------- | -------- | --- |
| 1703    | Straßburg                     | Dominikanerinnen-Konvent St. Margareten                    |      | II/P    | 12       | Beim Bau dieser Orgel wurde Silbermanns Bruder Gottfried ins Orgelbauhandwerk eingeführt. Das Instrument befand sich ab 1793 in der protestantischen St. Gallus-Kirche zu Ittenheim (Bas-Rhin). Das Gehäuse beherbergt heute eine Orgel von Link (1906) und ist als einziger Teil erhalten. |
| 1706    | Straßburg                     | Collegium Wilhelmitanum (Protestantisches Predigerseminar) |      | I       | 8        | Das erste Positiv wurde 1854 von Stiehr nach Bourgheim transferiert. Nach dem Neubau einer Orgel durch Koulen verliert sich seine Spur um 1890. |
| 1707    | Straßburg                     | St. Nikolaus                                               |      | II/P    | 18       | Gemeinschaftsarbeit mit Bruder Gottfried. 1814 durch eine neue Orgel von Geib ersetzt. Beim Abbruch des mehrfach veränderten Instruments 1967 befanden sich noch in fünf Registern Pfeifen von Silbermann. |
| 1708    | Straßburg                     | Neue Kirche (Temple Neuf)                                  |      | P       | 7        | Gemeinschaftsarbeit mit Bruder Gottfried; Neuerrichtung des Pedalwerks der 1701 von Friedrich Ring (Rinck) begonnenen und 1702 von Claude Legros erbauten Orgel. 1749 nach Ribeauvillé transferiert. Es folgten tiefgreifende Umbauten in den Jahren 1827, 1893 und 1933. 1984 wurde im Gehäuse von Ring/Legros eine neue Orgel durch Alfred Kern erbaut. In der Fourniture des Pedals sind einige Pfeifen von Silbermann erhalten geblieben. |
| 1709    | Straßburg                     | Alt-St. Peter (protestantisch)                             |      | II/P    | 21       | Der Vertrag vom 10. August 1708 wurde nur von Andreas, nicht jedoch von Gottfried Silbermann unterschrieben. 1738 wurde von Johann Andreas Silbermann eine Trompete eingebaut. 1898 wurde das Werk durch einen Neubau von Eberhard Friedrich Walcker ersetzt. Das Gehäuse von Silbermann ist (verändert) erhalten. |
| 1710    | Marmoutier                    | Abteikirche Marmoutier, Westempore                         |      | II/P    | 20       | Johann Andreas Silbermann ergänzte 1746 die leergelassenen Stöcke und erweiterte die Orgel auf III/28. 1789 wurde sie von einem Lettner auf die Westempore transferiert. Seitdem sind die Pedalpfeifen vom Kirchenschiff aus zu sehen. 1955 erfolgte eine Restaurierung durch Ernest Muhleisen und Alfred Kern, 2010 wurde sie von Quentin Blumenroeder ausgereinigt. Die Orgel ist fast authentisch erhalten und steht unter Denkmalschutz (Monument historique). |
| 1711    | Basel                         | Münster                                                    |      | II/P    | 21       | Das Instrument wurde 1787 von Johann Jacob Brosy auf 26 Register erweitert und mit einem neuen Gehäuse versehen und 1857 in die Basler Martinskirche transferiert. Beim Neubau durch Friedrich Weigle 1886 wurden einige Pfeifen der Silbermann/Brosy-Orgel übernommen. |
| 1712    | Basel                         | Evangelische Peterskirche                                  |      | III/P   | 26       | Silbermann beschrieb seine Orgel als „Ein Werck, wie keines im gantzen Rheinstrom zu finden seyn solle.“ Beim Neubau 1895 durch Friedrich Goll ging das Werk verloren. Die heutige Orgel der Peterskirche besitzt einige Pfeifen und ein Gehäuse von Johann Andreas Silbermann. |
| 1713    | Obernai                       | Ehemalige Kirche St. Peter und Paul                        |      | II/P    | 20       | 1784 wurden von Josias Silbermann zwei Register ergänzt. Die Orgel wurde 1867 anlässlich des Abrisses und Neubaus der Kirche abmontiert. Das Gehäuse befindet sich seit 1898 in der Pfarrkirche von Niedernai (s. Foto), die Pfeifen und die Mechanik wurden dort 1898 durch Martin Rinkenbach ersetzt. |
| 1716    | Geudertheim                   | Simultankirche                                             |      | I/P     | 8        | Diese kleine Orgel war hinterspielig und kam 1843 in die Simultankirche von Weiterswiller, wo sie 1903 durch ein Harmonium ersetzt wurde. |
| 1716    | Straßburg                     | Straßburger Münster                                        |      | III/P   | 39       | Übernahme des Gehäuses von 1491 mit dem gotischen Unterbau von 1385; 1833 Umbau durch George Wegmann; 1897 Neubau durch Heinrich Koulen; 1935 Neubau durch Roethinger; 1981 Neubau durch Alfred Kern. In 11 Registern sind noch Pfeifen von Silbermann erhalten. |
| 1716    | Straßburg                     | Stephanskapelle zu Straßburg                               |      | II/P    | 13       | Heute in der protestantischen Kirche Bischheim, 1983 von Gaston Kern mit erweitertem Pedal rekonstruiert. Drei Register sind noch erhalten. Das Gehäuse ist denkmalgeschützt. |
| 1717    | Andlau                        | Positiv für die Madame d‘Andlau                            |      | II      | 6        | Das zweite Positiv von Silbermann wurde 1735 in die Katholische Kirche von Andlau und 1793 nach Olwisheim transferiert. Windladen und Pfeifenwerk sind nicht erhalten, einzig ein Schrank, der das ehemalige Gehäuse des Instruments sein könnte. |
| 1718    | Straßburg                     | Positiv für den Biersieder Keck                            |      | I       | 4        | 1759 wurde das fünfte Positiv in der Pfarrkirche von Ebersmünster aufgestellt und von dort 1803 nach Friesenheim transferiert. Beim Neubau der Kirche 1882 verliert sich seine Spur. |
| 1718    | Straßburg                     | St. Aurelienkirche                                         |      | II/P    | 17       | Die Orgel wurde 1762 und 1766 von Johann Andreas Silbermann ergänzt und 1884 von Heinrich Koulen umgebaut. 1911 erfolgte ein Neubau durch Dalstein-Haerpfer, 1952 ein Neubau durch Ernest Muhleisen. 2015 wurde die Orgel durch Quentin Blumenroeder mit 20 Registern auf zwei Manualen rekonstruiert. Etwa die Hälfte der Pfeifen – zwischenzeitlich z.T. stark verändert – geht auf Andreas und Johann Andreas Silbermann zurück. |
| 1718    | Straßburg                     | Kirche des Klosters St. Magdalenen                         |      | II/P    | 13       | 1799 nach Lampertheim verkauft und seit 1876 verschollen. |
| 1718    | Basel                         | St. Leonhard                                               |      | I/P     | 15       | Das Instrument wurde 1771 von Johann Andreas Silbermann um ein Rückpositiv mit 7 Registern erweitert. 1880 wurde es durch einen Neubau von Johann Nepomuk Kuhn ersetzt. 1969 erfolgte eine Rekonstruktion in den Gehäusen von Andreas und Johann Andreas Silbermann durch Orgelbau Kuhn mit II/28, bei der das Pedalwerk gegenüber der ursprünglichen Disposition um 6 Register erweitert wurde. |
| 1719    | Hagenau                       | Klosterkirche der Grauen Schwestern                        |      | II      | 8        | Das neunte Positiv wurde 1719 für den Chor der Abteikirche Marmoutier gebaut, aber nie dort aufgestellt. 1730 stellte Silbermann es in der Klosterkirche der Grauen Schwestern in Hagenau auf. 1793 kam es durch Georg Hladky nach Sessenheim. 1826 fügte Xavier Stiehr ein Pedal auf 4′-Basis an. 1909 wurde das Instrument im Sessenheimer Goethe-Museum aufgestellt. 1942 wurde es abgebaut und von Kriess verändert. Danach blieb es in Einzelteile zerlegt und wurde ab 1947 im Straßburger Palais Rohan aufbewahrt. Seit der Restaurierung durch Quentin Blumenroeder aus Haguenau ist das Werk in der Seitenkapelle der Magdalenenkirche (Straßburg) aufgestellt. Es ist weitgehend erhalten. Pfeifen und Gebläse sind denkmalgeschützt (Monument historique). |
| 1719    | Straßburg                     | Saint-Pierre-le-Jeune protestant                           |      | I       | 4        | Das vierte Positiv von Silbermann stand nur wenige Jahre in Jung-St. Peter und kam 1725 in die Stefanskirche von Rosheim. 1760 wird es nach Grendelbruch transferiert, wo sich nach 1837 seine Spur verliert. |
| 1720    | Straßburg                     | Positiv für den Kaufmann Vigera                            |      | I       | 4        | Das sechste Positiv wurde für den Straßburger Kaufmann Johann Heinrich Vigera gebaut und nach dessen Tod 1750 von Johann Andreas Silbermann in die Klosterkirche des Odilienbergs überführt. 1791 stellte Conrad Sauer es in der Simultankirche von Mittelbergheim auf und ergänzte ein Pedal. Seit 1858 ist es verschollen. |
| 1720    | Weißenburg                    | St. Johanniskirche                                         |      | II/P    | 14       | Die in der Simultankirche von Weißenburg aufgestellte Orgel wurde 1831 von Jacob Möller um ein Positiv erweitert. 1865 wurden von Stiehr einige Register ersetzt. 1893 erfolgte ein pneumatischer Umbau durch Dalstein-Haerpfer. Beim Neubau der Kirche 1958 wurde die Orgel durch eine neue ersetzt. |
| 1721    | Bœrsch, heute in Ottrott      | Benediktinerabtei St. Leonhard                             |      | I       | 7        | Nach der Französischen Revolution kam das kleine Werk nach Ottrott in die katholische Kirche St. Simon und Judas. Nach 1870 ersetzte Rinckenbach die Manualwindlade und fügte ein Pedalwerk hinzu. 1917 wurden die Prospektpfeifen beschlagnahmt, 1931 wurde das Instrument von Franz Kriess pneumatisiert. 1968 erfolgte von Jean-Georges Koenig eine Rekonstruktion mit II/19. In fünf Registern sind Pfeifen von Silbermann erhalten. Ebenso ist der Prospekt erhalten. |
| 1722    | Kolbsheim                     | Schloss Kolbsheim                                          |      | I       | 4        | Das dritte Positiv, das Silbermann 1722 für Frau General Linckin geliefert hatte, wurde 1748 an den Fürsten von Nassau-Saarbrücken verkauft. Seine Spur verliert sich während der Französischen Revolution. |
| 1722    | Altenheim                     | evangelische Friedenskirche                                |      | I       | 8        | Die kleine Orgel war hinterspielig angelegt und wurde im Zuge der Erweiterung des Kirchenraums 1808 durch eine größere ersetzt. 1811 wurde sie durch Blasius Chaxel in Bolsenheim aufgestellt. 1872 stellten die Brüder Wetzel sie in der neu gebauten Kirche auf, 1889 wird sie an Franz Xaver Kriess verkauft. Danach verliert sich ihre Spur. → Disposition |
| 1724    | Bischwiller                   | Protestantische Kirche                                     |      | II/P    | 13       | 1724 war die Orgel fast fertig, wurde aber wegen Zahlungsschwierigkeiten der Gemeinde erst 1729 aufgebaut. Vom zweiten Manual aus konnten fünf Register des ersten Manuals gespielt werden. Stiehr ergänzte 1853 ein Rückpositiv. 1867 wurde sie von Stiehr mit einem neuen Hauptgehäuse versehen und mit 37 Registern auf drei Manualen völlig umgebaut. Es folgten Umbauten von Fritz Haerpfer (1922), Georges Schwenkedel (1952) und Ernest Mühleisen (1960). 1985 wurde das Instrument durch Alfred Kern in den Zustand von 1867 zurückversetzt. Neun Register von Silbermann sind fast unverändert erhalten geblieben. |
| um 1725 | Straßburg                     | Allerheiligenkirche                                        |      | I       | 6        | Das siebte Positiv stand bis 1747 im Allerheiligenkonvent und kam danach nach in den Chor der Abteikirche von Marmoutier. Von dort kam es um 1765 in die Kirche von Lettenbach bei Saint-Quirin. Dort verliert sich seine Spur. |
| 1726    | Colmar heute Niedermorschwihr | Dominikanerkirche Colmar                                   |      | III/P   | 27       | 1805 wurde die Orgel in der Pfarrkirche St. Gallus von Niedermorschwihr aufgestellt. 1892 versetzte Martin Rinckenbach das Hauptgehäuse, änderte die Traktur und die Tonhöhe und ersetzte vier Register, sowie die Pedalwindlade. 1961 ersetzte Ernest Mühleisen zwei Register von Rinckenbach. 21 Register von Silbermann sind erhalten, außerdem das Gehäuse und die Windladen. Die Orgel steht unter Denkmalschutz (Monument historique) |
| 1728    | Straßburg                     | St. Wilhelm                                                |      | II/P    | 18       | 1734 und 1754 wurden von Johann Andreas Silbermann die leer gelassenen Stöcke besetzt. 1845, 1863 und 1870 erfolgten Umbaumaßnahmen durch Martin Wetzel. 1881 erweiterte Heinrich Koulen die Orgel um ein Schwellwerk und nahm weitere Veränderungen vor. Es folgen Neubauten durch Eberhard Friedrich Walcker (1898), Ernest Mühleisen (1955) und Yves Koenig (1987). Dieser Neubau orientiert sich an dem Stil von Gottfried Silbermann. Das Gehäuse von Silbermann ist erhalten. |
| 1729    | Vieux-Thann                   | Kirche der Dominikanerinnen                                |      | II      | 8        | Bei der kleinen Orgel von Altthann war das Cornet auch vom zweiten Manual spielbar. Sie soll um 1790 verloren gegangen sein. |
| 1730    | Altorf                        | Benediktinerabteikirche St. Cyriakus                       |      | II/P    | 14       | 1849 wurden durch Stiehr zwei Register ergänzt und zwei weitere ersetzt. 1884 ergänzte Martin Rinckenbach ein Schwellwerk, vergrößerte den Manualumfang und stimmte die Orgel einen Halbton höher. 1999 erfolgte eine Restaurierung im Zustand von 1884 mit 22 Registern auf zwei Manualen durch Richard Dott. Elf Register von Silbermann, das Gehäuse, die Hauptwerks- und die Pedalwindlade sowie die Pedalklaviatur von Silbermann sind erhalten geblieben. Die Orgel steht unter Denkmalschutz (Monument historique). |
| 1731    | Ebersmünster                  | Abteikirche St. Mauritius                                  |      | III/P   | 28       | Zwei der 28 Register wurden 1732 nachgeliefert. 1812 ergänzte Martin Bergäntzel die während der Französischen Revolution geraubten Pfeifen der Trompete und des Prospekts. 1858 fügte Martin Wetzel eine Bombarde 16‘ hinzu und erneuerte die Windanlage. Edmond-Alexandre Roethinger reinigte 1939 die Orgel, wobei einige vom Holzwurm befallene Pfeifen, die Pedalklaviatur und die Registerschilder ausgetauscht wurden. Bei der 1999 von Gaston Kern, Yves Koenig und Richard Dott durchgeführten Restaurierung wurde die mitteltönige Stimmung nicht wiederhergestellt, um dem Pfeifenwerk keine weiteren Schäden zuzufügen. Die meisten Bauteile der Orgel von Silbermann sind erhalten geblieben. Sie steht unter Denkmalschutz (Monument historique). |
| 1732    | Colmar                        | St-Mathieu                                                 |      | III/P   | 24       | 1861 ersetzte Joseph Stiehr das Echowerk durch ein Schwellwerk, erweiterte die Hauptwerks- und die Pedalwindalen und fügte in das Rückpositivgehäuse einen Mittelturm ein. Rinckenbach stimmte 1882 die Orgel einen Ganzton höher und tauschte 1898 einige Register aus. 1926 wurde sie durch Fritz Haerpfer pneumatisiert und 1951 durch Ernest Muhleisen elektrifiziert. 1999 wurde das Instrument von Richard Dott restauriert und weitgehend der Zustand von 1861 wieder hergestellt. Die Windladen (außer der des Echowerks), das Gehäuse und 15 Register von Silbermann sind erhalten geblieben. |
| 1732    | Leutenheim                    | Abteikirche der Zisterzienserinnen Königsbrück             |      | I       | 8        | Nach der Französischen Revolution stand die kleine Orgel bis 1818 in Fort-Louis. Danach verliert sich ihre Spur. |
| 1733    | Saverne                       | Rohan-Schloss                                              |      | I       | 4        | Das achte Positiv von Silbermann wurde für den Kardinal von Rohan in dessen Schloss in Saverne aufgestellt. Es war wahrscheinlich bereits 1725 erbaut worden. 1745 kam das Instrument als Hochzeitsgeschenk an Madame Le Brun, die Frau des Direktors der Straßburger Post, 1748 transferierte Jacques Antoine Denoyé, der Organist von Jung-St. Peter (katholisch), ein guter Freund von Johann Andreas Silbermann, das Instrument von Saverne nach Straßburg und packte es 1759 erneut ein, um es "nach Amerika" zu schicken. Aber Denoyé starb im selben Jahr und die Orgel verschwand. |
| 1733    | Rosheim                       | St. Peter und Paul                                         |      | III/P   | 23       | Silbermanns letzte Orgel stand auf einer Empore über dem Eingang der Kirche. Diese wurde in der schönen romanischen Kirche 1859 als störend empfunden und abgerissen. Die Orgel kam 1863 durch Joseph Stiehr in eine eigens errichtete Kammer mit zwei größeren Öffnungen zum Querhaus und zwei kleineren Öffnungen zum Chor. Dabei wurde das Gehäuse, die Manualwindladen und die Trakturen von Stiehr erneuert und einige Register ersetzt. Die Pfeifen des Echowerks und zwei weitere Register versetzte Stiehr in die Merckel-Orgel von Lixhausen (wo sie erhalten geblieben sind), das Gehäuse und die Manualwindladen in die St. Pankraz-Kirche von Waldolwisheim (s. Foto). 1898 wurde das Instrument durch Franz Xaver Kriess um einen Ton höher gestimmt. 18 Register von Silbermann sind in Rosheim erhalten geblieben. Sowohl Pfeifenwerk als auch Gehäuse stehen unter Denkmalschutz. |